# 沃洛希夫斯凱
50°14′18″N 37°10′34″E / 50.23833°N 37.17611°E
沃洛希夫斯凱（烏克蘭語：Волохівське）是位於烏克蘭東部的村莊，由哈爾科夫州丘胡伊夫区的沃夫昌斯克市鎮負責管轄。該村始建於1938年，面積2.4平方公里，海拔高度165米，2001年人口209。